# Universidad Estatal de San Petersburgo
La Universidad Estatal de San Petersburgo (en ruso: Санкт-Петербургский государственный университет, Sankt-Peterburgskiy gosudárstvenny universitet) es una institución de educación superior rusa, propiedad del estado cuya sede se encuentra en la ciudad de San Petersburgo. Es una de las universidades más antiguas, grandes y prestigiosas de Rusia, situada en el 242.º puesto en el ranking QS de 2022 y entre las 401-500 mejores por la clasificación THE.
Se encuentra conformada por veinte facultades especializadas, trece institutos de investigación, Canada College, Facultad de Estudios Militares, y una cátedra de Cultura Física y Deportes. Posee un cuadro docente de 4 055 profesores (2004), y unos 39 000 estudiantes. La universidad posee dos campus principales: en la isla Vasílievski y en Peterhof. Durante el período soviético, era designada con el nombre de  Universidad Estatal de Leningrado (Ленинградский государственный университет).

## Historia

### Orígenes (1724-1821)
Es aún motivo de disputa por la administración de la universidad si la Universidad Estatal de San Petersburgo o la Universidad Estatal de Moscú es la institución de educación superior más antigua de Rusia. Mientras que esta última se estableció en 1755, la primera, que ha estado en operación continua desde 1819, afirma ser el sucesor de la universidad fundada junto con el Gymnasium Académico y la Academia de Ciencias de San Petersburgo el 24 de enero de 1724 por un decreto del Pedro el Grande.
En el período comprendido entre 1804 y 1819, la Universidad de San Petersburgo oficialmente no existía, la institución fundada por Pedro el Grande, la Academia de San Petersburgo, ya había sido disuelta, ya que la nueva carta de la Academia de Ciencias de 1803 estipula que no debe haber instituciones educativas que de ella dependan.
El Instituto Pedagógico de Petersburgo cambió el nombre a Instituto Pedagógico Principal en 1814, se estableció en 1804 y ocupó una parte del edificio de los Doce Colegios. El 8 de febrero de 1819, Alejandro I de Rusia reorganizó el Instituto Pedagógico Principal en la Universidad de San Petersburgo, que en ese momento consistía en tres facultades: la Facultad de Filosofía y Derecho, la Facultad de Historia y Filología y Facultad de Física y Matemáticas. El Instituto Pedagógico Principal (donde estudió, entre otros, Dmitri Mendeléyev) fue restaurado en el año 1828 como una institución independiente de educación de la Universidad de San Petersburgo y formó maestros hasta que se cerró definitivamente en 1859.

### Universidad Imperial de Saint Petersburgo (1821-1918)
En 1821 la universidad fue renombrada como Universidad Imperial de Saint Petersburgo. En 1823 la mayor parte de la universidad se trasladó de los Doce Colegios a la parte sur de la ciudad más allá de la Fontanka. En 1824 fue adoptado como la primera carta de la Universidad Imperial de San Petersburgo una versión modificada de la Carta de la Universidad de Moscú. En 1829 había 19 profesores de tiempo completo y 169 estudiantes de tiempo completo y de tiempo parcial en la universidad. En 1830 el zar Nicolás devolvió todo el edificio de los Doce Colegios de nuevo a la universidad y los cursos se reanudaron. En 1835 se aprobó una nueva Carta de las universidades imperiales de Rusia, que preveía la creación de la Facultad de Derecho, la Facultad de Historia y Filología y las Facultades de Física y Matemáticas se fusionaron en la Facultad de Filosofía como los Departamentos primeros y segundos, respectivamente.
En 1849 después de la Primavera de los Pueblos, el Senado del Imperio ruso decretó que el rector debía ser nombrado por el ministro Nacional de Ilustración en lugar de ser elegido por la Asamblea de la universidad. Sin embargo, Piotr Pletniov fue reelegido rector y en última instancia se convirtió en el rector de mayor antigüedad en la Universidad de San Petersburgo (1840-1861). En 1855 se separaron los estudios orientales de la Facultad de Historia y Filología y el cuarto cuerpo docente de la Facultad de Lenguas Orientales se inauguró oficialmente el 27 de agosto de 1855.

## Facultades

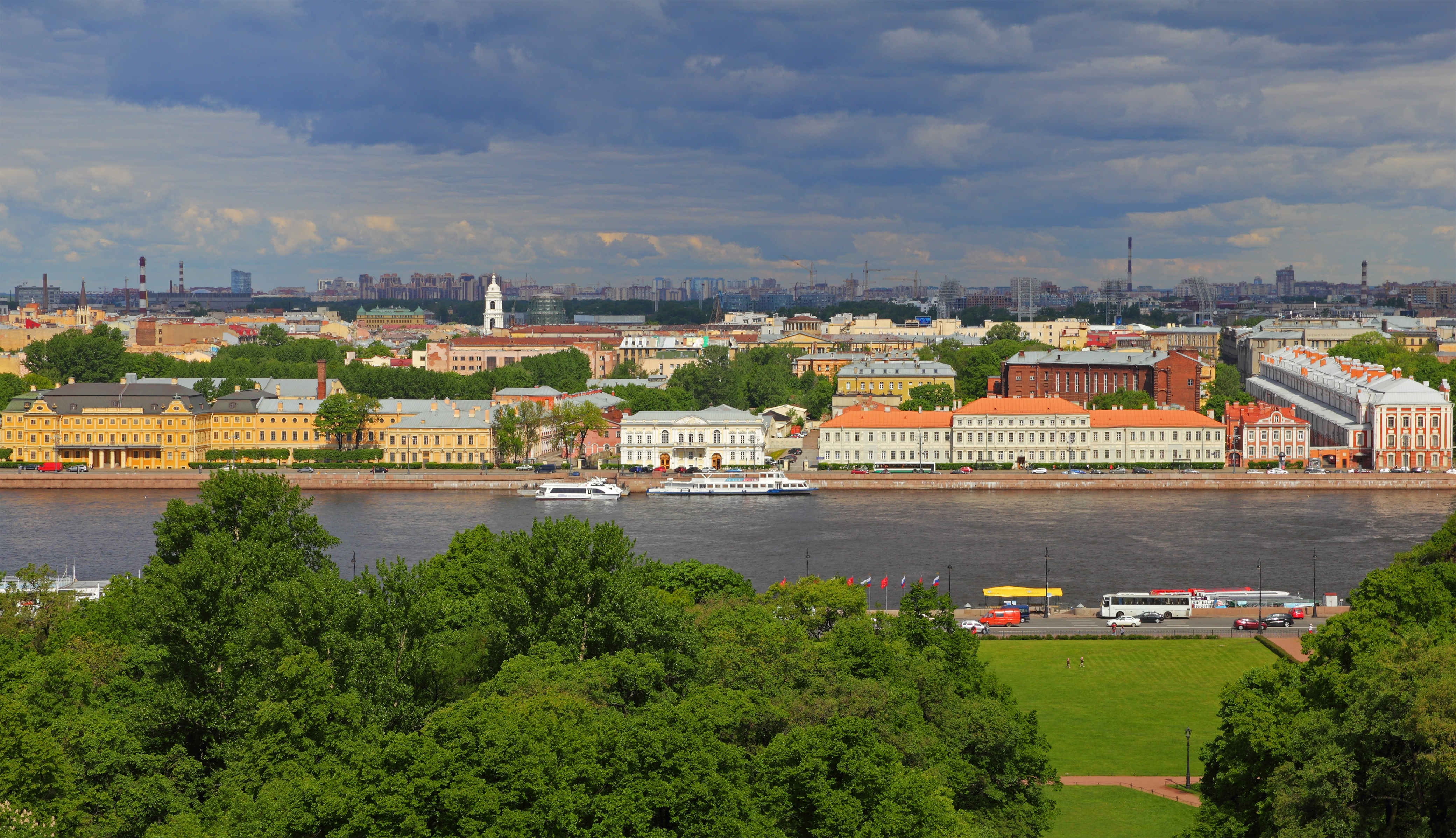
Vista aérea del Terraplén Universitétskaya.

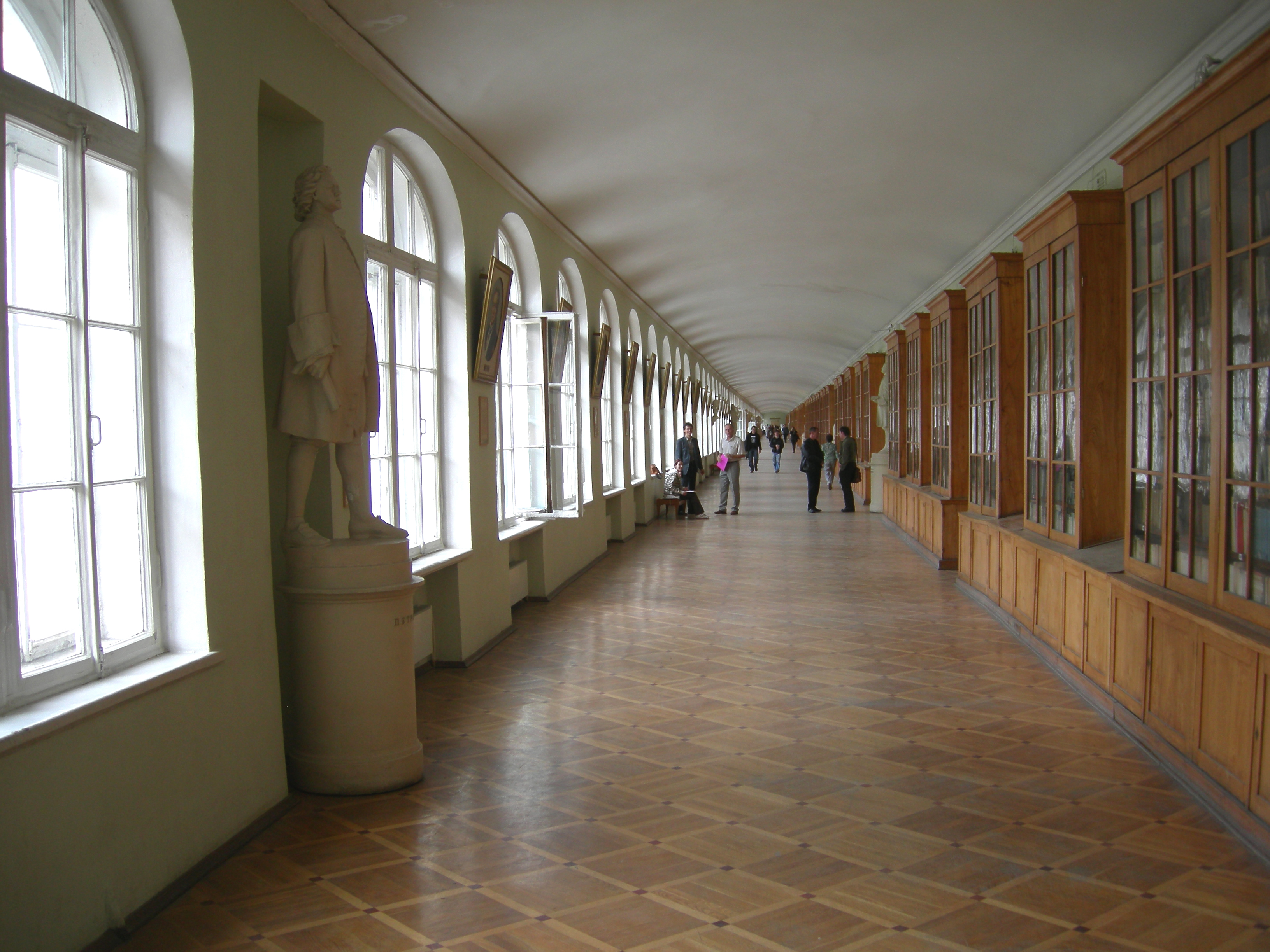
Pasillo del edificio de los Doce Colegios.

La Universidad se compone de 20 facultades especializadas, las mismas son:
- Facultad de Matemáticas Aplicadas y Control de Procesos
- Facultad de Biología y Estudios del Suelo
- Facultad de Química
- Facultad de Economía
- Facultad de Geografía y Geoecología
- Facultad de Geología
- Facultad de Historia
- Departamento de Relaciones Internacionales
- Facultad de Periodismo
- Facultad de Leyes
- Facultad de Administración (Escuela de Negocios y Administración)
- Facultad de Matemáticas y Mecánica
- Facultad de Medicina
- Facultad de Estudios Orientales
- Facultad de Filología y Artes
- Facultad de Filosofía
- Facultad de Física
- Facultad de Ciencias Políticas
- Facultad de Psicología
- Facultad de Sociología

Además cuenta con la Facultad de Estudios Militares y la Cátedra de Cultura Física y Deportes.

## Museos y colecciones
Las colecciones de la Universidad de San Petersburgo incluyen más de 3 millones de piezas y se utilizan ampliamente en la investigación científica y los programas educativos.
Desde 2017, la actividad museística forma parte de las actividades de la Universidad de San Petersburgo como resultado de los cambios en los Estatutos aprobados por el Decreto n.º 1402 del Gobierno de la Federación de Rusia de 22 de noviembre de 2017. Desde 2021, la Universidad de San Petersburgo es miembro de la Unión de Museos de Rusia.
El departamento de museos y colecciones universitarias incluye: el Museo de Historia de la Universidad Estatal de San Petersburgo, el Museo-Archivo D.I. Mendeléyev, el Museo V.V. Nabokov, el Museo de Arte Moderno Diaghilev, el Museo de Historia de la Física y las Matemáticas, el Museo de Mineralogía, el Museo de Petrografía, el Museo Paleontológico, el Herbario y el Jardín Botánico.

## Biblioteca Científica Gorki
La Biblioteca Científica Gorki es una de las bibliotecas más antiguas de Rusia, ya que data de 1783 La biblioteca de la Academia Rusa de Ciencias es la más antigua, ya que se fundó en 1714, la biblioteca de la Universidad de Moscú data de la fundación de la universidad en 1755 y la Biblioteca Nacional Rusa se fundó en 1795.
Cuenta con 6,9 millones de libros por detrás de la biblioteca de la Academia de Ciencias (20,5 millones) y la biblioteca de la Universidad de Moscú (unos 10 millones).
Las colecciones de la Universidad de San Petersburgo contienen más de 3 millones de objetos y se utilizan ampliamente en la investigación científica y los programas educativos6.
Desde 2017, la actividad museística forma parte de las actividades de la Universidad de San Petersburgo como resultado de los cambios en la Carta aprobados por el Decreto n.º 1402 del Gobierno de la Federación de Rusia el 22 de noviembre de 2017. Desde 2021, la Universidad de San Petersburgo es miembro de la Unión de Museos de Rusia.

## Organización

### Gobernanza
El edificio de los Doce Colegios
La universidad es una institución estatal federal de enseñanza superior gestionada por el gobierno de la Federación Rusa. Cuenta con 24 facultades e institutos que, a su vez, se subdividen en departamentos y otras subdivisiones estructurales.
El órgano superior de autogobierno de la universidad es su Asamblea, que elige al rector y al Consejo Académico de la universidad para un mandato de cinco años. La Asamblea se compone de los miembros del Consejo Académico de la universidad y del personal delegado por las asambleas generales de las principales subdivisiones estructurales según cuotas fijadas por el Consejo Académico de la universidad. La administración general de la universidad recae en la Junta Académica, que está formada por el rector, que la preside, así como por el presidente de la universidad, los vicerrectores y los representantes de las principales subdivisiones.
Asimismo, la administración general de una facultad recae en su respectiva junta académica elegida por la asamblea de la facultad por un periodo de cinco años. El procedimiento de elección y las cuotas de los departamentos son decididos por la propia junta académica de la facultad. El decano, que dirige la facultad y preside su junta académica, es elegido por cinco años por la junta académica de la facultad.

### Año académico
El año académico en la Universidad Estatal de San Petersburgo, según el Reglamento de Rutina, comienza normalmente el 1 de septiembre. Una lección dura normalmente una hora y media (dos horas académicas). El año académico se divide en dos semestres. El primer semestre (trimestre) termina a finales de diciembre, el segundo comienza a mediados de febrero y dura hasta finales de mayo. Cada trimestre va seguido de una serie de pruebas preliminares (en la última semana de diciembre/mayo) y exámenes (en enero/junio).

### Campus

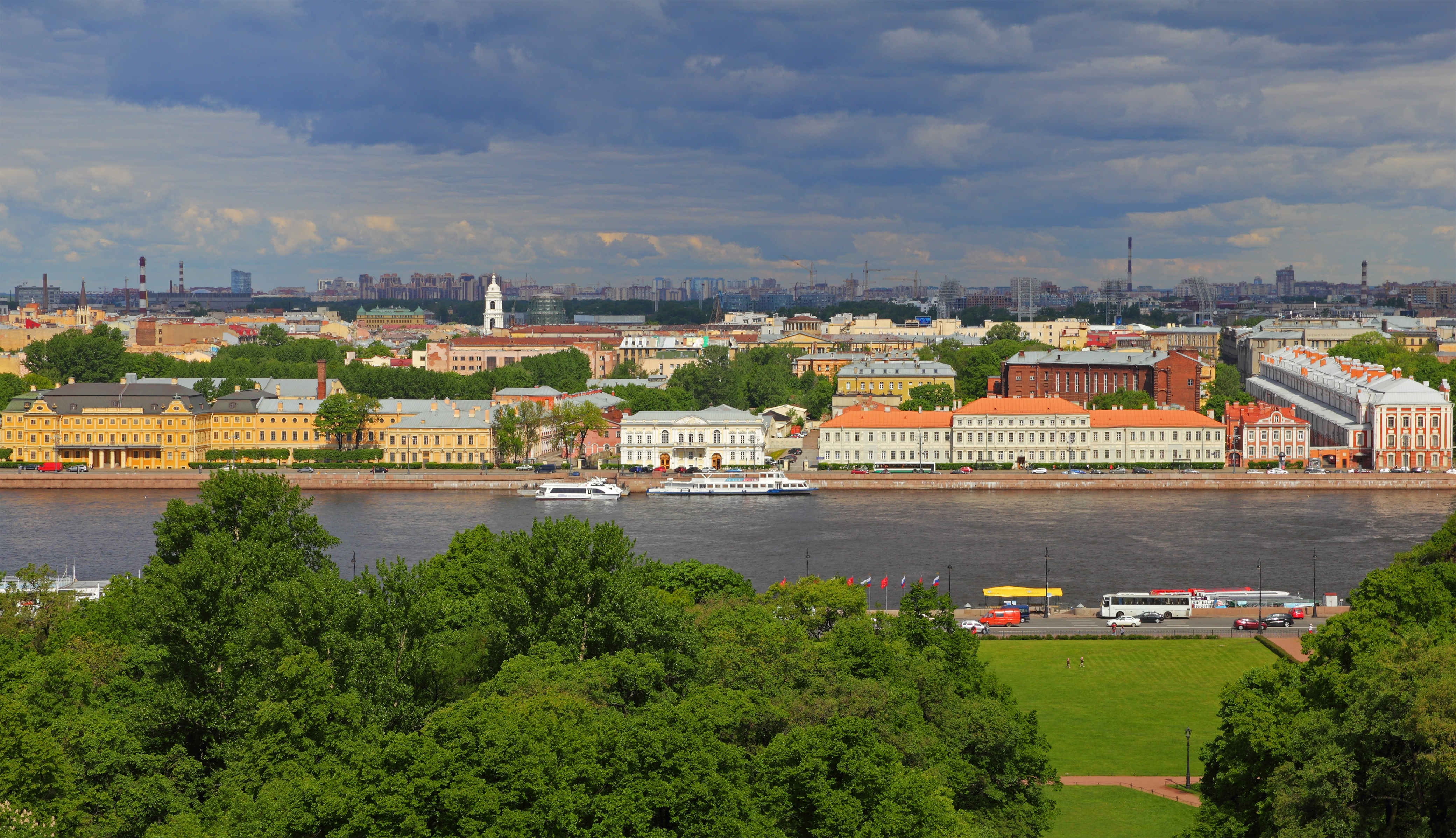
Vista de la universidad desde la catedral de San Isaac.

La universidad tiene dos campus principales: en la isla Vasilievsky, en el centro histórico de la ciudad, y en Peterhof (antes Petrodvorets), un suburbio del suroeste, al que se puede llegar en tren desde la terminal ferroviaria Baltiysky de la ciudad. El edificio principal de la universidad, Los doce Colegios, está en la isla Vasilievsky e incluye la Biblioteca, la Facultad de Biología y el Instituto de Ciencias de la Tierra. La Facultad de Filología y la Facultad de Estudios Orientales comparten el cercano edificio barroco petrino del siglo XVIII en el terraplén Universitetskaya del Bolshaya Neva, diseñado por Domenico Trezzini y construido originalmente como Palacio de Pedro II de Rusia. El Nuevo Gostiny Dvor, diseñado por Giacomo Quarenghi y construido en el siglo XIX en esa parte de la isla, está ocupado por el Instituto de Historia, el Instituto de Filosofía. La Facultad de Psicología está enfrente, en el terraplén Almirante Makarov del Malaya Neva. La Escuela Superior de Gestión, la Escuela de Periodismo y Comunicación de Masas, la Facultad de Medicina, la Facultad de Odontología y Tecnologías Médicas, la Facultad de Derecho y la Facultad de Estudios Militares están en la isla Vasilievsky, pero más al oeste. Otras cuatro facultades de ciencias sociales están al este del centro de la ciudad, en la orilla sur del Neva: la Facultad de Económicas no está lejos de la estación de metro Chernyshevskaya, mientras que la Facultad de Sociología, la Facultad de Ciencias Políticas y la Escuela de Relaciones Internacionales se encuentran en la isla Vasilievsky, pero más al oeste.

## Publicaciones

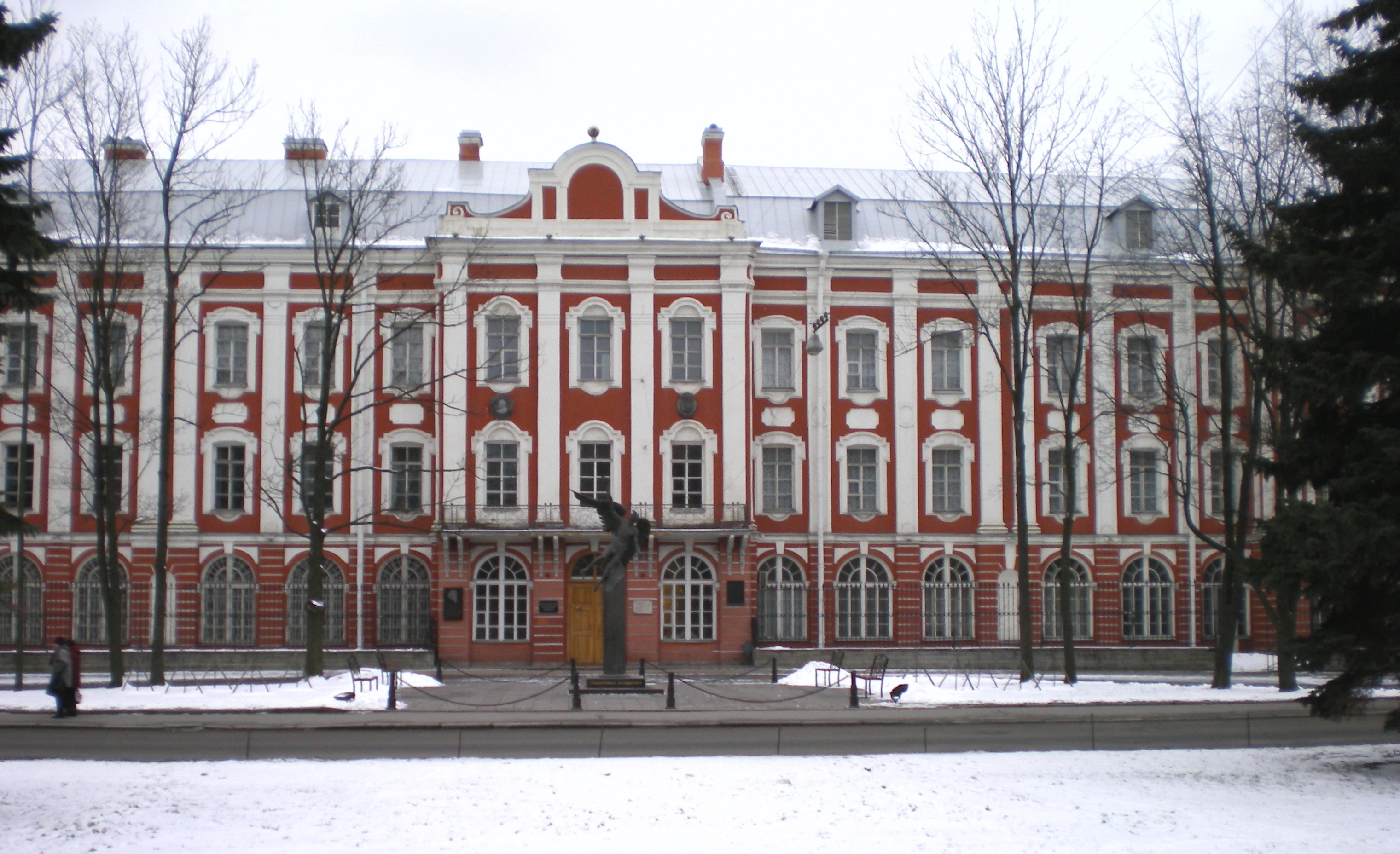
Entrada principal de la universidad con la estatua del genio universitario.

La editorial de la Universidad de San Petersburgo es la mayor editorial universitaria de Rusia (después de la Universidad de Moscú) por el número de obras publicadas. Sus servicios también contribuyen a todas las universidades de la región del Noroeste. Mantiene vínculos con editoriales de Estados Unidos, Inglaterra, Francia, los Países Bajos y otros países. Como revistas, publica, entre otras, Le Messager de l'université de Saint-Pétersbourg la revista Jurisprudencia ("Правоведение"), la revista La nueva historia de Rusia ("Новейшая история Россиии") y la colección Anuarios de derecho rusos (Российские ежегодники права).

## Deporte
El complejo deportivo de la universidad consta de cinco estadios, 12 pabellones deportivos, una piscina y una base de esquí en la localidad suburbana de Kavgolovo. La sección de cultura física y deportes está abierta a todos los estudiantes, con cursos obligatorios y formación dividida en varias secciones o clubes deportivos.
Varias uniones deportivas tienen su sede en la universidad, entre ellas el club de montañismo "Bars", la sección de yachting y el club de vela. Todos los años se celebran las "spartakiades", en las que compiten treinta y cinco deportes diferentes. El "Premio para estudiantes de primer año" incluye diez deportes diferentes. En 2010, los equipos de escalada y orientación ganaron los premios universitarios rusos.

## Rectores

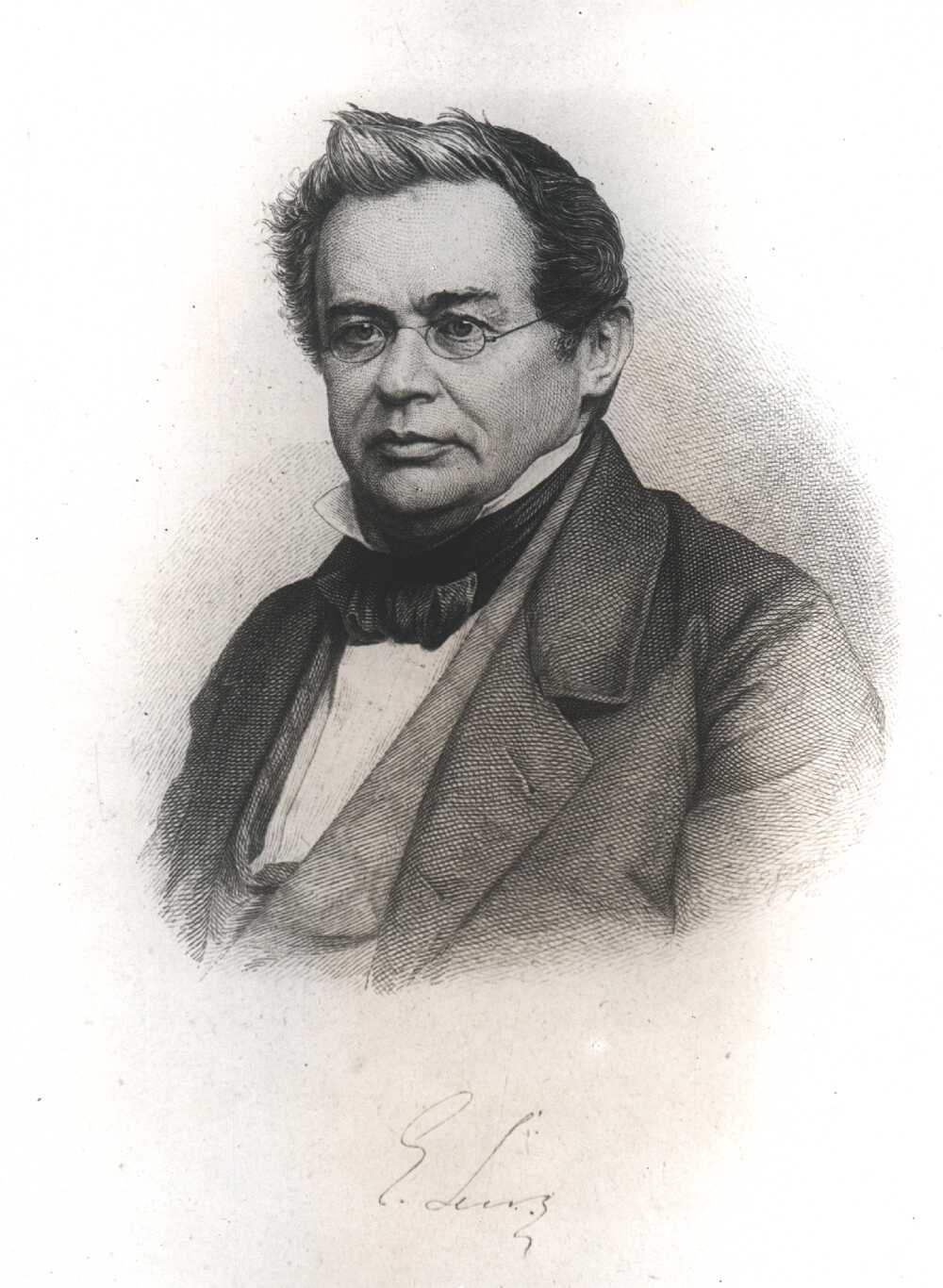
Heinrich Lenz.

1819–1821 Mijaíl Balugyanski
1821–1825 Yevdokim Zyablovski
1825–1836 Antoine Jeudy Dugour
1836–1840 Iván Shulguín
1840–1861 Piotr Pletniov
1861–1863 Aleksandr Voskresenski
1863–1865 Heinrich Lenz
1865–1867 Aleksandr Voskresenski
1867–1873 Karl Kessler
1873–1876 Piotr Redkin
1876–1883 Andréi Bekétov
1883 (1884)–1887 Ivan Andreiévski
1887–1890 Mijaíl Vladislávlev
1890–1897 Piotr Nikitin
1897–1899 Vasili Sergeiévich
1899–1903 Adolf Holmsten
1903–1905 Aleksandr Zhdánov
1905–1910 Iván Borgman
1910–1911 David Grimm
1911–1918 Erwin Grimm
1918–1919 Aleksandr Ivanov
1919 Serguéi Zhebeliov
1919–1922 Vladímir Shimkévich
1922–1926 Nikolái Derzhavin
1926–1927 Vsévolod Tomashevski
1927–1930 Mijaíl Serebryakov
1930–1932 Yury Nikich (director)
1932–1933 Víktor Seryózhnikov (director)
1933–1938 Mijaíl Lazurkin (director)
1938–1939 Konstantín Lukashov (director)
1939 Artemi Márchenko (director)
1939–1941 Piotr Zolotujin (director)
1941–1948 Aleksandr Voznesenski
1948–1950 Nikita Domnin
1950–1952 Alekséi Ilyushin
1952–1964 Aleksandr Aleksándrov
1964–1970 Kirill Kondrátyev
1970–1975 Gleb Makárov
1975–1986 Valentin Aleskovski
1986–1993 Stanislav Merkúriev
1993 (1994)-2008 Lyudmila Verbítskaya
Desde 2008 Nikolái Krópachev

## Egresados de la Universidad Estatal de San Petersburgo
Grandes científicos:
Dmitri Mendeléyev
 Aleksandr Popov
Vasili Dokucháyev
Kliment Timiriázev
Piotr Semiónov-Tian-Shanski
Gueorgui Gámov
Yuri Yappa
Premios Nobel:
(1904) Iván Pávlov (Nobel en Fisiología o Medicina)
(1956) Nikolái Semiónov (Nobel de Química)
(1962) Lev Landáu (Nobel de Física)
(1964) Aleksandr Prójorov (Nobel de Física)
(1973) Vasili Leóntiev (Nobel de Economía)
(1975) Leonid Kantoróvich (Nobel de Economía)
Medalla Fields:
(2006) Grigori Perelmán  (rechazó el premio)
(2010) Stanislav Smirnov
Filósofos:
Ayn Rand desarrolladora del sistema filosófico «objetivismo»
Borís Paryguin fundador de la corriente filósofo-sociológica en la psicología social
Autoridades gubernamentales:
Vladímir Putin
Dmitri Medvédev
Liudmila Pútina
Augustinas Voldemaras
Campeones mundiales de ajedrez:
Anatoli Kárpov
Más de 600 alumnos y profesores de la Universidad de San Petersburgo fueron elegidos como miembros de la Academia de Ciencias de Rusia.